# Taras Kostantchouk
 (août 2022).
La mise en forme du texte ne suit pas les recommandations de Wikipédia : il faut le « wikifier ».
Les points d'amélioration suivants sont les cas les plus fréquents. Le détail des points à revoir est peut-être précisé sur la page de discussion.
- Les titres sont pré-formatés par le logiciel. Ils ne sont ni en capitales, ni en gras.
- Le texte ne doit pas être écrit en capitales (les noms de famille non plus), ni en gras, ni en italique, ni en « petit »…
- Le gras n'est utilisé que pour surligner le titre de l'article dans l'introduction, une seule fois.
- L'italique est rarement utilisé : mots en langue étrangère, titres d'œuvres, noms de bateaux, etc.
- Les citations ne sont pas en italique mais en corps de texte normal. Elles sont entourées par des guillemets français : « et ».
- Les listes à puces sont à éviter, des paragraphes rédigés étant largement préférés. Les tableaux sont à réserver à la présentation de données structurées (résultats, etc.).
- Les appels de note de bas de page (petits chiffres en exposant, introduits par l'outil «  Source ») sont à placer entre la fin de phrase et le point final[comme ça].
- Les liens internes (vers d'autres articles de Wikipédia) sont à choisir avec parcimonie. Créez des liens vers des articles approfondissant le sujet. Les termes génériques sans rapport avec le sujet sont à éviter, ainsi que les répétitions de liens vers un même terme.
- Les liens externes sont à placer uniquement dans une section « Liens externes », à la fin de l'article. Ces liens sont à choisir avec parcimonie suivant les règles définies. Si un lien sert de source à l'article, son insertion dans le texte est à faire par les notes de bas de page.
- La présentation des références doit suivre les conventions bibliographiques. Il est recommandé d'utiliser les modèles {{Ouvrage}}, {{Chapitre}}, {{Article}}, {{Lien web}} et/ou {{Bibliographie}}. Le mode d'édition visuel peut mettre en forme automatiquement les références.
- Insérer une infobox (cadre d'informations à droite) n'est pas obligatoire pour parachever la mise en page.

Pour une aide détaillée, merci de consulter Aide:Wikification.
Si vous pensez que ces points ont été résolus, vous pouvez retirer ce bandeau et améliorer la mise en forme d'un autre article.
 (août 2021).
Тарас Дмитрович Костанчук
Taras Dmytrovytch Kostantchouk (en ukrainien : Тара́с Дми́трович Костанчу́к), né le 9 mars 1964 à Altchevsk (Ukraine), est un militant politique et combattant ukrainien. 
Il est le chef de l'organisation civile Association militaire-patriotique des participants à l'opération anti-terroriste « Justice » et l'ancien commandant du groupe d'assaut du bataillon Donbass (2014). Il envisage initialement d'être candidat à l'élection présidentielle ukrainienne de 2019, puis aux élections législatives. Il se démobilise au printemps 2015.

## Biographie

### Jeunesse et études
Taras Kostantchouk naît le 9 mars 1964 dans la ville de Kommounarsk, dans l'oblast de Vorochilovgrad, en RSS d'Ukraine (aujourd'hui connue sous le nom d'Altchevsk, dans l'oblast de Louhansk). Sa mère vient de l'oblast de Vinnytsia, tandis que son père vient de l'oblast de Kherson. Il vit à Kyïv à partir de ses 3 ans.
En 1981, Taras Kostantchouk sort diplômé de l'école secondaire de Kyïv. Après l'école, il entre au Kyiv Medical College. De 1982 à 1984, il sert dans l'armée soviétique à Grozny, en Tchétchénie . De 1985 à 1988, il étudie à l'université nationale Taras-Chevtchenko, au sein du département de biologie.
En 1989, il part en Italie, où il vit et travaille jusqu'en 1998.
En 1998, il retourne en Ukraine, et accepte la proposition d'un ami de devenir le directeur général du CJSC, Service de coordination agro-transport.
De 2003 à 2008, Taras Kostantchouk étudie le droit à l'université nationale des affaires intérieures de Kiev, en Ukraine. Depuis 2007, il dirige son propre cabinet d'avocat en tant qu'entrepreneur,.

### Actions militantes
En 2005, Taras Kostantchouk fonde avec ses camarades l'Association de recherche archéologique patriotique Dnipro-Ukraine, pour la recherche et la ré-inhumation des corps de soldats de la Seconde Guerre mondiale. L'organisation opère actuellement sur le territoire de l'oblast de Kyiv. Pendant 7 ans, l'organisation retrouve les corps de plus de 800 soldats, organise 17 inhumations de masse et 11 inhumations individuelles.
Sous la direction de Taras Kostantchouk, les chercheurs construisent un grand musée d'archéologie militaire à Kyiv et 10 musées dans des écoles secondaires en Ukraine. Plus de 5 000 expositions ont lieu dans des musées. 
1 774 engins explosifs sont également transférés sous le contrôle du ministère ukrainien des Situations d'urgence pour être éliminées.

### Participation à la révolution de la Dignité (2013-2014)
Pendant la révolution de la Dignité en février 2014, qui fait suite à l'Euromaïdan, Taras Kostantchouk se trouve sur Maïdan dès les premiers jours. Il est l'un des participants les plus âgés et prend régulièrement le commandement, coordonnant les actions des militants. Dans la nuit du 19 février 2014, il forme un front avec d'autres manifestants, pour servir de bouclier contre les canons à eau. Le même jour, Taras Kostantchouk est blessé à la jambe à la suite de l'explosion d'une grenade.

### Participation à la guerre du Donbass

#### Arrivée dans la zone des combats et premières batailles
En mai 2014, Taras Kostantchouk prend les armes et se rend dans le Donbass, pour rejoindre les « hommes en noir » opposés aux miliciens séparatistes dans plusieurs districts de l'oblast de Donetsk. Dès le 1er juin 2014, il se rend à la base d'entraînement du village de Novi Petrivtsi (oblast de Kyïv), afin de former des volontaires qui se préparent à se rendre dans la « zone d'opération anti-terroriste » (ATO).
Début juillet 2014, après trois semaines d'entraînement, Taras Kostantchouk rejoint le bataillon Donbass, composé de volontaires, et se rend avec ses camarades dans la zone de combat près de Kypoutche.
La première nuit, les recrues du bataillon Donbass, se trouvant temporairement stationnés dans l'école de Kypoutche, font face au feu ennemi. Sous le commandement de Taras Kostantchouk, ils réussissent à repousser les séparatistes et à défendre leurs positions sans perte.
Les combattants du bataillon Donbass prennent des mesures pour libérer la localité, installer des points de contrôle à l'intérieur et à l'extérieur de la ville, ainsi que se préparer à une opération de « nettoyage ».
En juillet 2014, Taras Kostantchouk ainsi que ses frères d'armes mènent les opérations de libération des villes ukrainiennes de Popasna,, Lyssytchansk, et Pervomaïsk.

#### Bataille d'Ilovaïsk
Le 10 août 2014, les Forces armées ukrainiennes ainsi que les combattants des bataillons Donbass, Azov, Chakhtarsk et Secteur droit lancent une opération pour libérer la ville d'Ilovaïsk, planifiée par le général Rouslan Khomtchak avec les commandants des bataillons. Kostantchouk participe à cette planification.
La tâche principale est de libérer Ilovaïsk du contrôle des séparatistes et de reprendre la ville. L'objectif premier est d'observer les forces de l'ennemi. Il est accompli le 10 août 2014 ; les combattants découvrent que l'ennemi est bien positionné dans la ville. Les bataillons de volontaires ont donc besoin de renforts.
Le 18 août 2014, les combattants du bataillon Donbass entrent dans la ville et réussissent à repousser les séparatistes à l'est de la ville, après de de violents combats. Lors des combats, trois points de contrôle et quatre postes de tir ennemis sont détruits.
Le matin du 19 août, les forces ukrainiennes ont pris le contrôle de la majeure partie de la ville.
Le 19 août 2014, lors d'un combat, Taras Kostantchouk, grièvement blessé à la tête et blessé par une explosion, se fait encercler au centre d'Ilovaïsk. Avec un camarade blessé à la jambe, il se cache dans la maison d'un habitant pendant 3 semaines,.
Au bout de 3 semaines, il arrive à s'échapper grâce à l'aide de militants locaux.

### Activité publique
Après sa courte rééducation, Taras Kostantchouk commence à prendre en charge la libération de ses camarades en captivité. Il participe aux négociations avec les séparatistes, négocie l'échange de prisonniers, et les aide à sortir de la zone des combats.
Fin 2014, Taras Kostantchouk et ses camarades militaires créent une organisation civile, l'Association militaire-patriotique des participants à l'opération anti-terroriste « Justice ». Le but est de protéger les intérêts des citoyens, de lutter contre l'arbitraire et la corruption des fonctionnaires, et d'aider les anciens combattants.
L'organisation a ses bureaux de représentation dans plusieurs villes d'Ukraine. En août 2015, un bureau est ouvert dans la ville de Vychneve, dans l'oblast de Kyïv. L'organisation comprend des militants, des bénévoles, des représentants du public et des entrepreneurs, en plus des soldats. L'organisation compte actuellement des milliers de participants[réf. nécessaire].
Elle mène des actions à grande échelle, pour lutter contre l'arbitraire de certaines autorités publiques, manifester et adresser des pétitions au président ukrainien, à propos de la protection des droits des volontaires, ainsi que des actions directes pour protéger les intérêts des citoyens ukrainiens. Taras Kostantchouk travaille personnellement à la modification de la loi ukrainienne sur la protection sociale des réservistes ayant participé aux opérations dans le Donbass, ainsi que les membres de leur famille. L'objectif principal est d'accorder aux volontaires, envoyés illégalement dans la zone d'opération anti-terroriste de mai à décembre 2014 sous le statut de réservistes, le statut de personnel militaire, et ainsi de leur fournir les mêmes prestations sociales et d'autres aides aux que les autres soldats,.
La loi est votée par les députés de la Rada d'Ukraine et signée par le président, à la suite d'actions publiques visant à faire pression sur les responsables politiques, de promotion dans les médias et de l'implication personnelle de Taras Kostantchouk dans la rédaction de la loi.
Début 2015, Taras Kostantchouk, les combattants qui ont combattu à la bataille d'Ilovaïsk et les familles de soldats morts, fondent la Confrérie d'Ilovaisk, qui compte actuellement plus de deux mille membres, combattants des Forces armées ukrainiennes et des bataillons de volontaires.
Les membres de la Confrérie d'Ilovaïsk s'entraident pour coordonner leurs actions et partagent des informations sur les soldats blessés, capturés et morts.
À l'occasion du premier anniversaire de la bataille d'Ilovaïsk (août 2015), les membres de la Confrérie d'Ilovaïsk créent le prix « Ilovaïsk 2014 ». Seuls les combattants d'Ilovaïsk ou les familles des soldats morts ou disparus peuvent le recevoir,,,.
Après plusieurs actions conjointes de la Confrérie d'Ilovaïsk de décembre 2015 à février 2016, demandant de punir les coupables des tragédies les plus massives de l'Ukraine moderne (Savour-Mohyla, IL-76, aéroport de Donetsk, Ilovaïsk, Debaltseve[pas clair]), sous la pression des anciens combattants, Taras Kostantchouk mène une procédure pénale concernant la bataille d'Ilovaïsk,.
En mars 2016, l'organisation, dirigée par Taras Kostantchouk, participe au congrès des organisations civiques et annonce son opposition aux fonctionnaires « ayant du sang sur les mains ». Taras Kostantchouk propose aux soldats et aux vétérans de la guerre du Donbass de former une équipe pour prendre le pouvoir.
Fin avril 2016, Taras Kostantchouk se rend à Zagreb, où il s'entretient avec des vétérans de la guerre de libération en Croatie. Ils partagent leur expérience acquise lors de l'opération de désoccupation serbe et discutent de la participation directe des anciens combattants dans les activités politiques et publiques de la Croatie. Selon Taras Kostantchouk, cette expérience pourrait servir à gagner la guerre et à récupérer les territoires occupés de l'Ukraine,.
De mars à novembre 2016, Taras Kostantchouk et ses collègues de l'association « Justice » visitent des villes ukrainiennes, et s'entretiennent avec des citoyens locaux et des combattant pro-ukrainiens du Donbass. Lors de ces réunions, il présente le programme « Army of Dignity », qui vise à unir les combattants, les vétérans et les citoyens autour d'une idée commune — la création d'un État ukrainien démocratique et européen,,,,.
Taras Kostantchouk considère que l'introduction de la « présomption de culpabilité » pour les fonctionnaires est l'une des premières étapes pour vaincre la corruption en Ukraine. Lorsqu'un fonctionnaire ne peut expliquer la légalité et l'origine du capital qu'il a acquis, il doit être automatiquement suspecté de corruption et prouver son innocence devant un tribunal.
Le 8 juin 2017, Taras Kostantchouk et ses camarades lancent la création du Conseil des vétérans de l'ATO pour l'éthique et la moralité, afin de lutter contre les prétendues organisations ATO qui utilisent des combattants dans des stratagèmes illégaux.
En août 2017, avant le troisième anniversaire de la tragédie d'Ilovaisk, Taras Kostantchouk, en collaboration avec l'association "Ilovaisk Brotherhood", ainsi que d'autres membres de l'ATO, des membres des familles des soldats décédés, organisent une action sous l'égide du bureau du procureur général de l'Ukraine, pour demander les résultats provisoires de l'enquête :
Le 12 décembre 2017, le CO "Justice", dirigé par Taras Kostantchouk, signe un accord avec des investisseurs internationaux, à propos du transfert de technologies innovantes vers l'Ukraine, dans le secteur agro-industriel. L'idée est de réduire le fossé technologique et culturel et de construire une coopération entre les deux pays. Ainsi, les participants de l'ATO et leurs terres agricoles peuvent être impliqués.

### Activité caritative. Création du fonds caritatif pour soutenir les participants d'ATO "Justice"
Début 2016, Taras Kostantchouk crée une organisation caritative "Justice", visant à aider les soldats blessés, les vétérans de l'ATO, les familles des soldats morts et disparus, ainsi que les enfants des participants à l'ATO.
Pendant deux ans, l'organisation organise des événements pour les enfants pendant diverses vacances, fournit une aide matérielle aux soldats nécessiteux et à leurs familles, organise le repos des enfants.
En juin 2017, Taras Kostantchouk, des combattants et des bénévoles du fonds caritatif "Justice" organisent une action pour soutenir un patient cancéreux - la nièce d'Oleksii Dreval, décédé à Ilovaisk en 2014. Avec la famille de la jeune fille et des citoyens, ils mènent des actions en face du Cabinet des ministres de l'Ukraine, le ministère de la Santé de l'Ukraine, pour demander des fonds (ou une lettre de garantie) de l'État pour mener l'opération de greffe de moelle osseuse pour les patients.
Grâce à ces efforts, la jeune fille a pu obtenir une lettre de garantie du ministère ukrainien de la Santé et se faire opérer.
En 2019, il a voulu être candidat à l'élection présidentielle avec le parti Défenseurs de l'Ukraine, sa demande a été rejetée par la commission électorale en raison des points de vue sur la peine de mort et la discrimination de citoyens.

## Récompenses
- Ordre du mérite de troisième classe (2011) pour le travail en tant que chef du CO "Dnipro-Ukraine", pour les activités de recherche et la réinhumation des soldats tués pendant la Seconde Guerre mondiale,
- Prix honorifique du président de l'Ukraine (2013),
- Médaille du service militaire en Ukraine (2014), pour la libération de Popasna et Lysychansk,
- Order For Courage de première classe (2014) ; Taras a été présenté deux fois  pour l'attribution du prix par le commandant de la Garde nationale d'Ukraine, mais n'a pas reçu l'Ordre,
- Prix du ministère de l'Intérieur de l'Ukraine "Fire Weapon" (2015) pour son action héroïque à Ilovaisk,
- Prix du chef du service de sécurité ukrainien "Fire Weapon" (2016) pour son aide à la libération de soldats captifs[4].